# Mobilitat dels electrons
|  | Aquest article tracta sobre la mobilitat dels electrons i els forats en metalls i semiconductors. Per al concepte general:. Vegeu-ne altres significats a «Mobilitat elèctrica». |

En la física de l'estat sòlid, la mobilitat dels electrons es caracteritza per la rapidesa amb què un electró es pot moure a través d'un metall o semiconductor, quan és atret per un camp elèctric. En els semiconductors, hi ha una quantitat anàloga per als forats, anomenada mobilitat dels forats. El terme de mobilitat del portador es refereix en general a la mobilitat tant d'electrons com de forats en semiconductors.
La mobilitat dels electrons i dels forat són casos especials de la mobilitat elèctrica de les partícules carregades en un fluid sota un camp elèctric aplicat.
Quan s'aplica un camp elèctric E a través d'una peça de material, els electrons responen movent-se amb una velocitat mitjana anomenada velocitat de deriva, {\displaystyle \,v_{d}}. A continuació, amb el valor μ de la mobilitat dels electrons:
{\displaystyle \,v_{d}=\mu E}.
La mobilitat dels electrons gairebé sempre s'especifica en cm²/(V·s). Això és diferent de la unitat de mobilitat, m²/(V·s), del SI. Així tenen una conversió de 1m²/(V·s) = 104cm²/(V·s).